# Blepharipoda
Blepharipoda is een geslacht van kreeftachtigen uit de klasse van de Malacostraca (hogere kreeftachtigen).

## Soorten
- Blepharipoda doelloi Schmitt, 1942
- Blepharipoda liberata Shen, 1949
- Blepharipoda occidentalis Randall, 1840
- Blepharipoda spinosa (H. Milne Edwards & Lucas, 1841)